# Downhill Battle
Downhill Battle es una organización sin ánimo de lucro estadounidense establecida en Worcester, Massachusetts, en agosto de 2003. Sostiene que las cuatro mayores discográficas (Sony BMG, EMI, Universal y Warner) poseen un oligopolio que perjudica a la música y a los músicos.
También creen que las redes P2P pueden reforzar el papel de los sellos discográficos independientes en la industria musical, y de esta forma ayudan a producir software para apoyar a los artistas independientes a llegar a un público más amplio. La organización está a favor de lo que ellos llaman "cultura participativa", donde todo el mundo es parte de crear y compartir la música.
También son conocidos por sus proyectos, como The Grey Tuesday, Banned Music y Peer-to-Peer Legal Defense Fund.
Los integrantes de Downhill Battle han fundado también Participatory Culture Foundation, una fundación que construyó una plataforma independiente de audio y vídeo en Internet.

## Software
- Blog Torrent, un cliente de BitTorrent